# The Recession
Albums de Young Jeezy
The Inspiration
(2006) TM:103 Hustlerz Ambition
(2011)
Singles
1. Put On
Sortie : 3 juin 2008
2. Vacation
Sortie : 12 août 2008
3. Crazy World
Sortie : 25 octobre 2008
4. My President
Sortie : 15 novembre 2008
5. Who Dat
Sortie : 6 janvier 2009

The Recession est le troisième album studio de Young Jeezy, sorti le 2 septembre 2008.
L'album, qui s'est classé 1er au Billboard 200, au Top R&B/Hip-Hop Albums, au Top Rap Albums et au Top Internet Albums, a été certifié disque d'or par la Recording Industry Association of America (RIAA) le 10 décembre 2008.
Un remix officiel de Put On, avec Jay-Z en featuring, a été publié le 29 juillet 2008.

## Liste des titres
| No  | Titre                                                                                   | Contient un (des) sample(s) de                            | Durée |
| --- | --------------------------------------------------------------------------------------- | --------------------------------------------------------- | ----- |
| 1.  | The Recession (Intro) (Produit par DJ Toomp)                                            | Sir Lancelot and the Black Knight de Rick Wakeman         | 4:38  |
| 2.  | Welcome Back (Produit par DJ Squeeky)                                                   |                                                           | 4:07  |
| 3.  | By the Way (Produit par Terry « T.A. » Allen)                                           |                                                           | 4:00  |
| 4.  | Crazy World (Produit par Midnight Black)                                                |                                                           | 3:57  |
| 5.  | What They Want (Produit par Midnight Black)                                             |                                                           | 3:53  |
| 6.  | Amazin' (Produit par Drumma Boy)                                                        |                                                           | 4:16  |
| 7.  | Hustlaz Ambition (Produit par Drumma Boy)                                               | Ambitionz Az a Ridah de 2Pac                              | 3:40  |
| 8.  | Who Dat (Produit par Shawty Redd et D. Rich)                                            |                                                           | 3:49  |
| 9.  | Don't You Know (Produit par Midnight Black)                                             |                                                           | 4:58  |
| 10. | Circulate (Produit par Don Cannon)                                                      | Let the Dollar Circulate de Billy Paul                    | 3:16  |
| 11. | Word Play (featuring Trina Broussard – Produit par J.U.S.T.I.C.E. League)               | Come on Down (Get Your Head Out the Clouds) de Greg Perry | 3:15  |
| 12. | Vacation (Produit par The Inkredibles)                                                  |                                                           | 3:47  |
| 13. | Everything (featuring Anthony Hamilton et Lil Boosie – Produit par Street Market Music) |                                                           | 4:41  |
| 14. | Takin' It There (featuring Trey Songz – Produit par Fatboi)                             |                                                           | 3:28  |
| 15. | Don't Do It (Produit par DJ Pain 1)                                                     | The Overture of Foxy Brown de Willie Hutch                | 4:06  |
| 16. | Put On (featuring Kanye West – Produit par Drumma Boy)                                  |                                                           | 5:21  |
| 17. | Get Allot (Produit par Crown Kingz Productions (CKP))                                   |                                                           | 4:29  |
| 18. | My President (featuring Nas – Produit par Tha Bizness)                                  |                                                           | 5:30  |